# العلاقات الأنغولية البرازيلية
العلاقات الأنغولية البرازيلية هي العلاقات الثنائية التي تجمع بين أنغولا والبرازيل.

## مقارنة بين البلدين
هذه مقارنة عامة ومرجعية للدولتين:
| وجه المقارنة                                              | أنغولا           | البرازيل |
| --------------------------------------------------------- | ---------------- | --- |
| المساحة (كم2)                                             | 1.25 مليون       | 8.52 مليون |
| عدد السكان (نسمة)                                         | 29.78 مليون      | 202.66 مليون |
| الكثافة السكانية (ن./كم²)                                 | 23.82            | 23.79 |
| العاصمة                                                   | لواندا           | برازيليا، ريو دي جانيرو |
| اللغة الرسمية                                             | اللغة البرتغالية | برتغالية برازيلية، Brazilian Sign Language ‏ |
| العملة                                                    | كوانزا أنغولي    | ريال برازيلي، كروزيرو ريال برازيلي ‏، كروزيرو البرازيلية (1990–1993)، البرازيلي كروزادو نوفو، كروزادو برازيلي، cruzeiro ‏، كروزيرو البرازيلية (1942–1967)، الريال البرازيلي (قديم) |
| الناتج المحلي الإجمالي (بليون دولار)                      | 124.21 مليار     | 2.06 تريليون |
| الناتج المحلي الإجمالي (تعادل القوة الشرائية) بليون دولار | 184.83 مليار     | 3.22 تريليون |
| الناتج المحلي الإجمالي الاسمي للفرد دولار أمريكي          | 4.10 ألف         | 8.54 ألف |
| الناتج المحلي الإجمالي للفرد دولار أمريكي                 |                  | 15.89 ألف |
| مؤشر التنمية البشرية                                      | 0.533            | 0.754 |
| رمز المكالمات الدولي                                      | +244             | +55 |
| رمز الإنترنت                                              | .ao              | .br |
| المنطقة الزمنية                                           | ت ع م+01:00      | |

## مدن متوأمة
في ما يلي قائمة باتفاقيات التوأمة بين مدن أنغولية وبرازيلية:
- ترتبط لواندا مع ساو باولو باتفاقية توأمة.

## منظمات دولية مشتركة
يشترك البلدان في عضوية مجموعة من المنظمات الدولية، منها:
| علم المنظمة | اسم المنظمة                        | تاريخ انضمام أنغولا | تاريخ انضمام البرازيل |
| ----------- | ---------------------------------- | ------------------- | --------------------- |
|             | البنك الإفريقي للتنمية             | ?                   | ?                     |
|             | منظمة الشرطة الجنائية الدولية      | ?                   | ?                     |
|             | منظمة التجارة العالمية             | ?                   | ?                     |
|             | منظمة حظر الأسلحة الكيميائية       | ?                   | ?                     |
|             | مجموعة البلدان الناطقة بالبرتغالية | ?                   | ?                     |
|             | مؤسسة التمويل الدولية              | 19 سبتمبر 1989      | 31 ديسمبر 1956        |
|             | يونسكو                             | 11 مارس 1977        | 4 نوفمبر 1946         |
|             | البنك الدولي للإنشاء والتعمير      | 19 سبتمبر 1989      | 14 يناير 1946         |
|             | مؤسسة التنمية الدولية              | 19 سبتمبر 1989      | 15 مارس 1963          |
|             | الأمم المتحدة                      | 1 ديسمبر 1976       | 24 أكتوبر 1945        |
|             | وكالة ضمان الاستثمار متعدد الأطراف | 19 سبتمبر 1989      | 7 يناير 1993          |
|             | الاتحاد الدولي للاتصالات           | 13 أكتوبر 1976      | 4 يوليو 1877          |
|             | الاتحاد البريدي العالمي            | ?                   | ?                     |

## أعلام
هذه قائمة لبعض الشخصيات التي تربطها علاقات بالبلدين:
- جاي سيلفا (فنان قتال مختلط برازيلي، 25 مايو 1981 – )
- روني لوبيس (لاعب كرة قدم برتغالي، 28 ديسمبر 1995[19] – )
- زومبي دوس بالماريس (قائد ثورة العبيد في البرازيل، 1655[20] – 20 نوفمبر 1695)

## وصلات خارجية
- موقع وزارة الخارجية الأنغولية
- موقع وزارة الخارجية البرازيلية